# 15.º Prêmio Angelo Agostini
O 15.º Prêmio Angelo Agostini (também chamado Troféu Angelo Agostini) foi um evento organizado pela Associação dos Quadrinhistas e Caricaturistas do Estado de São Paulo (ACQ-ESP) com o propósito de premiar os melhores lançamentos brasileiros de quadrinhos de 1998 em diferentes categorias.

## Prêmios
| Categoria                    | Vencedores                              |
| ---------------------------- | --------------------------------------- |
| Mestre do Quadrinho Nacional | Deodato Borges                          |
| Mestre do Quadrinho Nacional | Luiz Antônio Sampaio                    |
| Mestre do Quadrinho Nacional | Péricles                                |
| Desenhista                   | Laerte Coutinho                         |
| Roteirista                   | Marcelo Cassaro                         |
| Lançamento                   | Cybercomix vários autores (Bookmakers)  |
| Troféu Jayme Cortez          | Editora Bookmakers                      |
| Fanzine                      | Mocinhos e Bandidos Diamantino da Silva |